# Florian Müller (Eishockeyspieler)
Florian Müller (* 11. September 1989 in Landshut) ist ein deutscher Eishockeyspieler, der seit Juni 2015 beim EV Dingolfing in der  Eishockey-Landesliga Bayern unter Vertrag steht.

## Karriere
Florian Müller begann seine Karriere als Eishockeyspieler in seiner Heimatstadt im Nachwuchsbereich der Landshut Cannibals, für deren Profimannschaft er in der Saison 2007/08 sein Debüt in der 2. Bundesliga gab, wobei er in seinem Rookiejahr in insgesamt 55 Spielen drei Vorlagen gab. Zudem absolvierte der Verteidiger in derselben Spielzeit drei Partien für den Oberligisten EHF Passau Black Hawks. Nachdem der Junioren-Nationalspieler in der Saison 2008/09 in 42 Spielen ein Tor und eine Vorlage für Landshut in der 2. Bundesliga verbuchte, erhielt er vor der folgenden Spielzeit einen Probevertrag bei den Straubing Tigers aus der Deutschen Eishockey Liga. Nach 13 DEL-Spielen für die Tigers wechselte Müller zum SC Riessersee in die 2. Bundesliga, wo er einen Vertrag bis zum Saisonende erhielt. Nach einer Sprunggelenksverletzung musste der Verteidiger die Saison vorzeitig beenden. Zur Spielzeit 2010/11 unterzeichnete der gebürtige Landshuter einen Kontrakt beim Eishockey-Oberligisten EHF Passau Black Hawks; zudem wurde er mit einer Spielberechtigung für seinen Heimatclub, die Landshut Cannibals, ausgestattet. Zur Saison 2012/13 ging er zu den Eispiraten Crimmitschau in der 2. Eishockey-Bundesliga. Nach einem Jahr in Crimmitschau wechselte Müller in der Saison 2013/14 zu den Starbulls Rosenheim und spielte für diese in der neu gegründeten DEL2.
Im Juni 2014 kehrte er zu seinem Stammverein zurück.

### International
Für Deutschland nahm Müller an der U20-Junioren-Weltmeisterschaft 2009 teil, bei der er mit seiner Mannschaft den neunten und somit vorletzten Platz belegte und in die Division 1 abstieg.

## Statistik
(Stand: Oktober 2009)